# Prințul Frederic Karl de Hesse
Frederic Karl de Hesse (1 mai 1868 - 28 mai 1940) a fost cumnatul împăratului german Wilhelm al II-lea  și regele ales al Finlandei din 9 octombrie până la 14 decembrie 1918.

## Tinerețe
Frederic s-a născut la conacul familiei sale, Gut Panker, în Plön, Holstein. El a fost al treilea fiu al lui Frederic Wilhelm de Hesse atunci landgraf de Hesse și a soției sale, Prințesa Ana a Prusiei, fiica Prințului Carol al Prusiei și a Prințesei Maria de Saxa-Weimar-Eisenach.
Tatăl său, un ofițer militar danez, a fost unul dintre cei mai importanți candidați la succesiunea regelui Christian al VIII-lea al Danemarcei din anii 1840 însă a renunțat la drepturile sale în 1851 în favoarea surorii sale, Louise de Hesse. Tatăl său a trăit toată viața în Danemarca dar în 1875, când ramura senior de Hesse-Kassel a dispărut, s-a stabilit în nordul Germaniei unde Casa deținea proprietăți substanțiale.
La 18 zile după nașterea Prințului Frederic Karl, verișoara sa primară, pe atunci Țarevna Maria Feodorovna a Rusiei, fiica mătușii sale regina Louise a Danemarcei, a născut la Sankt Petersburg pe Nicolae al II-lea al Rusiei care va deveni predecesorul lui Frederic Karl la conducerea Finlandei (1894–1917).
La 25 ianuarie 1893, Frederic s-a căsătorit cu Prințesa Margaret a Prusiei, fiica cea mică a împăratului Frederic al III-lea al Germaniei și a Victoriei, Prințesă Regală, care era fiica cea mare a reginei Victoria a Regatului Unit și a Prințului Albert de Saxa-Coburg și Gotha. Împreună au avut șase copii inclusiv două perechi de gemeni:
- Friedrich Wilhelm Sigismund (23 noiembrie 1893-12 septembrie 1916), a murit în Primul Război Mondial
- Maximilian Friedrich Wilhelm Georg (20 octombrie 1894–13 octombrie 1914), a murit în Primul Război Mondial
- Philipp (1896–1980) căsătorit cu Prințesa Mafalda de Savoia (1902–1944, Buchenwald), au avut copii.
- Wolfgang Moritz (1896–1989)
- Prințul Christoph Ernst August de Hesse (1901–1943) căsătorit cu Prințesa Sofia a Greciei și Danemarcei, au avut copii.
- Richard Wilhelm Leopold (1901–1969), necăsătorit

1. ↑  „Prințul Frederic Karl de Hesse”, Gemeinsame Normdatei, accesat în 2 aprilie 2015